# Actas de los mártires
Las Actas de los mártires o Acta martyrum son los documentos literarios del proceso y muerte de los mártires. Las mejores ediciones son las realizadas por los bolandistas en sus obras Acta Sanctorum, Bibliotheca hagiographica latina, Bibliotheca hagiographica graeca y Bibliotheca hagiographica orientalis. El apelativo mártir (del griego martyr, testigo) se atribuyó en un principio a los Apóstoles, que fueron testigos de la vida y resurrección de Cristo (cf. Hch 1, 8) y a los primeros apóstoles, que por mantener ese testimonio afrontaron la muerte; con el tiempo la palabra mártir pasó a significar al cristiano que da con su sangre testimonio de su fe, para designar posteriormente a cualquier persona muerta por sus ideales.

## Origen

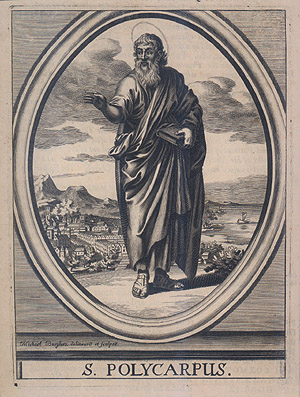
San Policarpo mártir, obispo de Esmirna. Grabado de Michael Burghers (c. 1685).

La expresión Acta martyrum en sentido genérico, se aplica a todos los textos narrativos de la muerte de los mártires; pero posee un significado más restringido y preciso, cuando se refiere, en lenguaje técnico, a las actas oficiales del proceso y condena. Tales actas eran estenografiadas y transcritas por los oficiales de cancillería del tribunal (notarius exceptor) para ser conservadas en sus archivos; por esta relación con el tribunal del procónsul, se denominaron también «proconsulares» (Acta proconsularia). Una vez introducida esta distinción, la denominación de acta queda reservada para los procesos verbales (por ejemplo, Acta martyrum Scyllitanorum) mientras que a los restantes relatos referentes a los mártires, se aplica el nombre de passio, en todas sus diversas formas (gesta, martyrium, legenda). Semejante distinción queda igualmente justificada por la diversa finalidad y carácter de ambas clases de documentos; las acta están desprovistas de todo carácter hagiográfico, mientras que las pasiones se caracterizan por su finalidad y sentido religioso e incluso edificante. Es necesario añadir, sin embargo, que en el grupo de las acta van incluidos algunos textos, que contienen partes narrativas ajenas al proceso verbal, pero de un valor documental e histórico equivalente (Acta-Passio SS. Perpetuae et Felicitatis, por ejemplo). De todos modos el grupo de acta conservado es muy reducido, apenas una docena de fragmentos, de manera que la mayoría de los textos narrativos acerca de los mártires lo constituyen las pasiones. La escasez de actas oficiales y documentación directa ha sido objeto de polémica.
Las antiguas comunidades cristianas tuvieron un gran interés en conservar el recuerdo de sus mártires, como prueban las noticias referidas en el relato del martirio de San Policarpo (m. 156), cuyo recuerdo se veneraba anualmente en Esmirna. San Cipriano solía recomendar a sus clérigos que tomaran nota detallada de la muerte de los mártires; estos valiosos testimonios son también las noticias más antiguas sobre el culto a los mártires. De acuerdo con lo que se conoce hasta hoy, no hay una idea precisa acerca del grado en que los cristianos acostumbraban a transcribir las actas del proceso; es, sin duda, muy probable que algunos de los que presenciaran el desarrollo estenografiasen su texto, del mismo modo que el notarius del tribunal, y lo entregaran a la comunidad para que se conservara en los archivos de la Iglesia. Esta hipótesis parece ser confirmada por los detalles y anotaciones que se leen en algunas acta referentes a la actitud y reacciones del juez o del mártir y que parecen interrumpir el rígido formulario del protocolo. Por otra parte no resultaba fácil para los cristianos obtener una copia de los procesos verbales que se guardaban en el archivo proconsular, por los que en ocasiones había que pagar fuertes sumas. No se han conservado antecedentes que permitan saber si la Iglesia de Roma, que tenía organizada una sección de notarios, asumió la iniciativa de recoger las acta de sus mártires, ni tampoco es segura la noticia de que Julio Africano realizase una tarea semejante por lo que a Roma se refiere. La información acerca de otras comunidades es todavía más incierta.
De todos modos, la escasez de este tipo de documentos puede explicarse en parte por la destrucción ordenada por Diocleciano en el año 303 de los libros sagrados existentes en las iglesias y que habría afectado igualmente a las acta. No existen vestigios de que las iglesias se ocupasen después de restaurar el patrimonio de los textos hagiográficos destruidos. Los acontecimientos de los siglos posteriores, como las invasiones germánicas de Occidente durante los siglos V y VI, es posible que hayan consumado la pérdida irreparable de los escritos aún conservados.

## División y clasificación
Dada la enorme cantidad de textos hagiográficos y lo heterogéneo de su origen, autoridad y valor, los críticos han propuesto una clasificación para orientar su estudio. Se ha observado en primer lugar que una clasificación de los textos basada en el criterio de la autenticidad del mártir o la legitimidad de su culto no resulta válida ni útil. Carece de valor igualmente una clasificación basada en características extrínsecas, como la que divide los documentos hagiográficos en Acta, Passiones, Vitae, Miracula, Translationes, etc., de acuerdo con el objeto del relato. Tampoco responde a las exigencias de la crítica la clasificación en dos grandes grupos, documentos contemporáneos y documentos posteriores, puesto que nada expresan acerca del valor del documento. El criterio más seguro es el indicado por Hippolyte Delehaye que se basa en el grado de sinceridad e historicidad que ofrece el género literario del documento.
Según este criterio se establecen seis grupos de textos:
1. Comprenden los procesos verbales contenidos en las relaciones oficiales procedentes de los archivos proconsulares o de transcripciones directas, como las Acta S. Cypriani, por ejemplo.
2. Agrupan relatos de testigos presenciales o de contemporáneos dignos de confianza, bien sean testimonios directos, de otras personas o de tipo mixto, como el De martyribus Palaestinae de Eusebio de Cesarea.
3. Contienen narraciones de las que se puede extraer una información o documento de uno de los dos grupos precedentes como el Menologion de Simón Metafraste.
4. Abarcan todos aquellos relatos que carecen de una base histórica, a excepción del nombre del sepulcro, y del culto del mártir como la Passio S. Felicitatis.
5. Los componen las historias puramente fantásticas, auténticos productos de la imaginación, como por ejemplo la Passio S. Nicephori.[Nota 7]
6. Agrupan narraciones de carácter legendario que falsifican la verdad histórica y pueden definirse como falsas.

Si se consideran los elementos que distinguen los seis grupos, es posible constatar que el primero y el segundo se refieren a un tipo uniforme de textos por el carácter coetáneo y directo de la información; los dos siguientes contienen relatos, fundados en diversa medida, en datos al menos parcialmente seguros; los dos últimos, en cambio, son verdaderas fantasías sin base histórica.
Manteniendo el mismo criterio de Delehaye, los textos pueden clasificarse en tres grupos más simples:
- Las actas oficiales y los relatos de testimonios directos.
- Las narraciones basadas en documentos pertenecientes al primer grupo o, al menos, en un cierto número de elementos históricos seguros.
- Las novelas o fantasías hagiográficas.

## Esquema literario

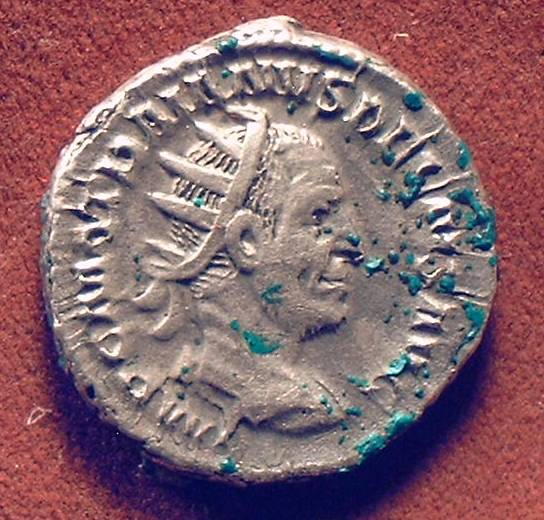
Trajano Decio, emperador que organizó la mayor de las persecuciones contra cristianos en 249

Excepto las acta, todos los documentos de tipo narrativo anteriormente citados ofrecen desde el punto de vista literario, caracteres comunes, por ser todos fruto de una elaboración y proceso compositivos propios de la literatura hagiográfica; la tendencia a la forma esquemática tiene un origen remoto, cuyo rastro se manifiesta ya en antiquísimos textos, próximos por el tipo y sinceridad narrativa, a las mismas acta. Así ha sucedido por ejemplo, en el Martyrium Polycarpi, en el que es posible reconocer el intento del hagiógrafo de asimilar la muerte del mártir a la de Cristo. Este tema, del mártir que imita a Cristo, aparece ya en los primeros escritores cristianos. Cuando posteriormente, a partir del siglo IV se llegan a fijar determinados esquemas o criterios esenciales, los hagiógrafos adoptan algunas características narrativas que llegan a hacerse propias del género literario de las pasiones.
En primer lugar se ha conservado el tono jurídico del proceso criminal romano de las primeras acta; a veces incluso algunas de las pasiones hacen referencia a éste, mostrando así cómo, en más de una ocasión, las acta perdidas realizaron la función de fuentes. La fórmula introductoria de la fecha consular de las acta conserva la indicación del emperador, gobernador o procónsul, aun en los casos históricamente erróneos. Las fases del procedimiento, arresto, comparición, interrogatorio, tortura, sentencia y suplicio se conservan y constituyen la estructura de la narración; igualmente se conservan los protagonistas, generalmente poco numerosos, de las antiguas acta: el mártir, el juez o magistrado y el verdugo; en segundo término, los espectadores cristianos que animan a su compañero y, finalmente, la masa hostil de los paganos. Sobre un esquema semejante se desarrolla el proceso evolutivo de las pasiones (a lo largo de los siglos IV al XX), con sucesivos enriquecimientos y perfeccionamientos formales, incorporando inclusive fantasías, lugares comunes y errores, debidos tanto a la ignorancia como a la ciega piedad de los hagiógrafos. Estas relaciones poco fundamentadas, pueden descomponerse así:
- El apóstol e incluso el reducido grupo inicial de los mártires llegaron a unirse con grupos topográfica o litúrgicamente próximos;
- La figura del perseguidor quedó tipificada en los más crueles de los conocidos y considerados tradicionalmente como tales: Decio, Valeriano y Diocleciano; y otro tanto sucedió con la figura del gobernador (praeses, proconsularis), a quien se denominó frecuentemente Anulinus, personaje histórico del siglo IV.
- El interrogatorio se prolongó de una manera desmesurada, poniendo a menudo en boca del mártir profesiones de fe imitando la teología de la época y los escritos neotestamentarios;
- Se hacía pronunciar al mártir discursos polémicos, plagiando el contenido de otras obras, generalmente de los escritos apologéticos, dirigidos a los paganos o contra las herejías.

Otro tanto sucedió con las narraciones de las penas y torturas, prolongadas y multiplicadas sin ahorrar prodigios realizados por el mártir, adornados del elemento espectacular proporcionado por la fantasía y la leyenda. En esta transformación y desarrollo, negativo desde el punto de vista crítico, influyeron en grado considerable varios factores: la difusión del culto a las reliquias, con los inevitables abusos fácilmente imaginables; veneración al santo mártir, patrono de la ciudad, monasterio o iglesia, que obligaba a encontrarle o inventarle una vida; el ambiente particularmente religioso y devoto de la Edad Media, favorecido por los monjes que se contaban entre los más activos escritores de los textos hagiográficos.

## Recopilaciones

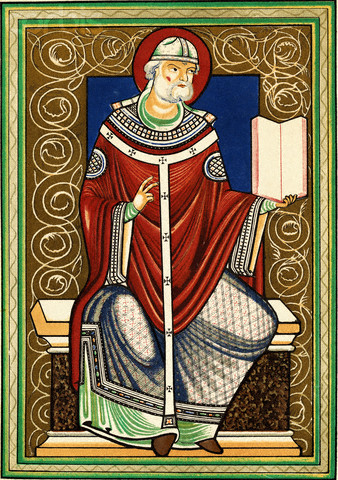
Papa Gregorio I Magno

Prescindiendo de las primeras colecciones de acta, incompletas y que ya se consideran perdidas, se puede afirmar que el primer compilador fue Eusebio de Cesarea, de quien se conoce el título del escrito De martyribus que desgraciadamente se ha perdido; en cambio, se conserva el de martyribus palestinae. Ésta era la única recopilación conocida en Roma durante el siglo VI, en tiempos de San Gregorio Magno, según informó el Papa mismo al obispo y patriarca de Alejandría, Eulogio, que le había pedido documentación acerca de las colecciones de gesta martyrum. Casi al mismo tiempo se iba formando el gran martirologio llamado jeronimiano con las conmemoraciones de todos los mártires, que agrupaba los martirologios más antiguos de las iglesias. Este hecho es importante, porque la compilación de muchas de las pasiones está íntimamente relacionada con este martirologio, que les sirvió de punto de partida. Más adelante, paralelamente a la divulgación de las narraciones de las gesta martyrum, se sintió la necesidad de sintetizarlos en relatos sucintos, englobándolos en los martirologios más conocidos en aquel entonces; los compuestos por San Beda el Venerable en el siglo VIII y Floro de Lyon, Adón y Usuardo en el siglo IX. Estos tuvieron a su disposición los datos de las pasiones y los adaptaron a la conmemoración litúrgica del calendario; algunos de ellos, especialmente Adón, no tuvieron ninguna preocupación crítica y usaron los textos sin valorarlos, confundiendo y deformando datos y noticias. Por causa de tal información, estos martirologios medievales se llamaron martirologios históricos.
Algo parecido sucedió en la Iglesia oriental, donde las numerosas pasiones se recogieron en forma abreviada en los libros litúrgicos, por ejemplo en los santorales (menaea), en los que se introdujo para cada día de los 12 meses del año una cita acerca de la vida y martirio del santo. Lo mismo sucedió con los menologios (menologia), divididos también en 12 volúmenes, correspondientes a los 12 meses del año; en ellos las pasiones vienen sintetizadas de una forma más extensa que en los precedentes. No puede olvidarse el menologio de Simón Metafraste (siglo X), que leyó y transcribió fragmentos de antiguas pasiones, dándoles una mejor forma literaria, para lo cual cambió y adaptó las diversas partes del original (de allí el nombre de Metafraste, del griego metaphrasis=cambio). La obra ha prestado un valioso servicio a la hagiografía al salvar diversos textos posteriormente extraviados. Durante la Baja Edad Media se confeccionaron numerosas colecciones de Vidas de santos, Pasionarios, Legendarios, etc., que todavía se encuentran en diversos códices de las bibliotecas europeas; otros, en cambio, se refundieron arbitrariamente en otras recopilaciones posteriormente impresas y traducidas en lengua vulgar; constituyendo así una copiosa literatura que alcanza hasta el Renacimiento.

## Crítica hagiográfica

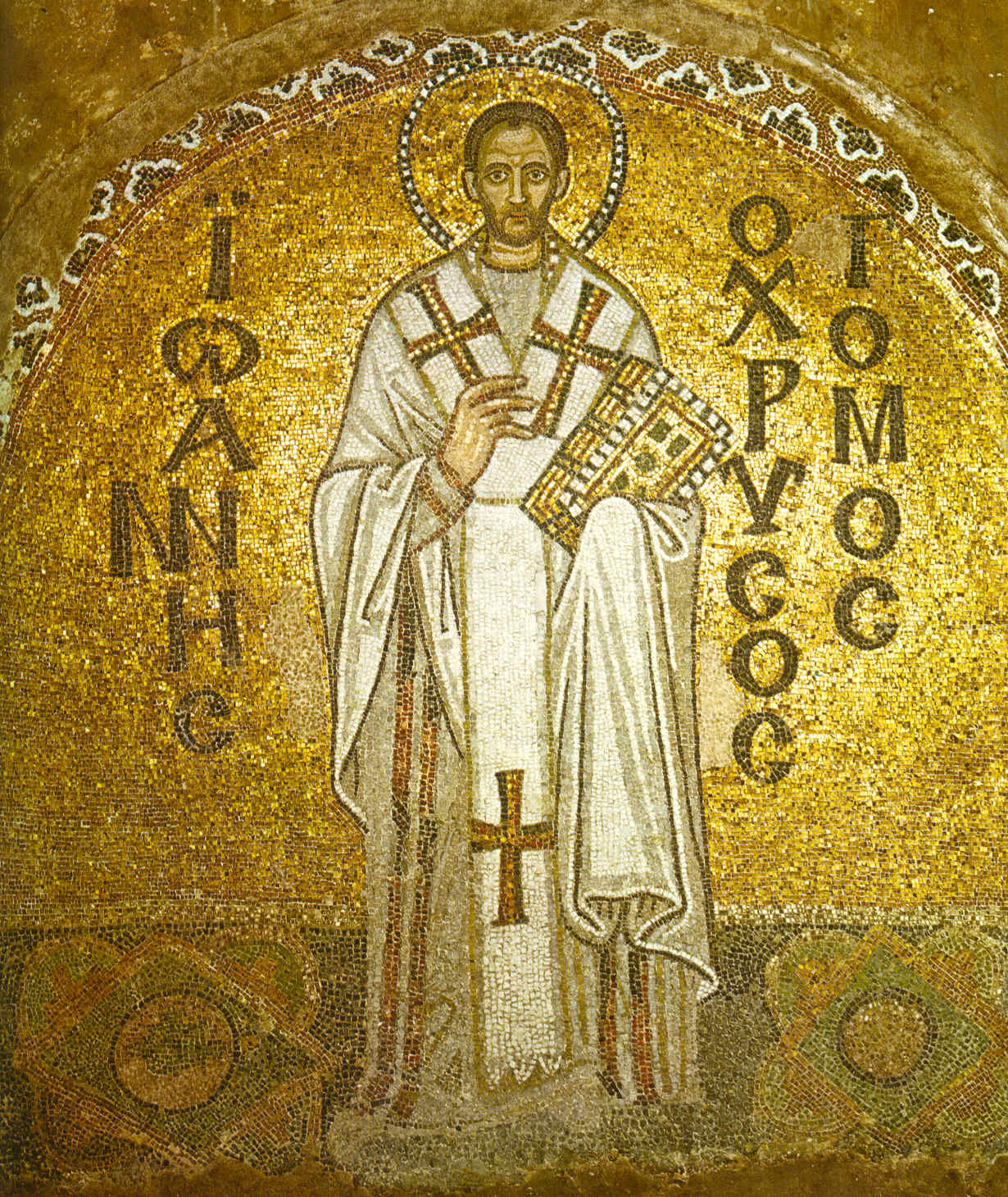
San Juan Crisóstomo, llamado uno de los "tres pilares de la Iglesia"

El problema más arduo referente a las Acta martyrum es el de determinar su autenticidad, el valor histórico que al menos en parte contienen y a menudo esconden los numerosos textos, cuyo análisis está lejos de haber sido concluido. El primer intento de determinar las acta auténticas se debió al benedictino Theodore Ruinart, que recogió y publicó 117 textos que él consideró genuinos. Su origen y valor no eran homogéneos, puesto que sólo 74 números contenían el texto de las pasiones, mientras que los restantes eran párrafos y fragmentos tomados de antiguos escritores cristianos, como Eusebio, Juan Crisóstomo, Basilio e incluso Prudencio, de cuyos himnos había extraído párrafos relativos a los mártires San Hipólito y San Lorenzo. Es cierto que en la mayor parte de los casos se trata de figuras históricas, pero la selección de los textos no se realizó bajo un criterio uniforme ni seguro ni siquiera se acompañó de un análisis crítico. El benedictino, que tuvo una idea bastante vaga de los fines de su recopilación, únicamente se proponía dar a conocer el documento más antiguo y digno de confianza para cada uno de los mártires, con la intención de excluir los documentos falsificados.
En 1882 Edmond-Frederic Le Blant tuvo la idea de continuar y completar la recopilación de Ruinart y agregó otro grupo de acta, que él consideró auténtico por la adecuación de la narración con las frases jurídicas romanas. El criterio de Le Blant no es firme y muestra una vez más la complejidad de la labor crítica dirigida a establecer las acta auténticas; las diversas listas de acta martyrum auténticas, que otros autores han esbozado o recopilado posteriormente no representan el resultado de un análisis riguroso y científico, sino que son más bien retoques insignificantes de la obra de Ruinart.
Con mucha mayor seriedad, si bien muy lentamente, se ocupan de estas obras de acuerdo con un plan orgánico los bolandistas. En los últimos años se han expuesto una serie de principios y normas de crítica hagiográfica en relación con las acta por parte de varios especialistas, como. H. Achelis, J. Geffken, A. Harnack, en Alemania; P. Allard, J. Leclercq, en Francia; el jesuita F. Grossi-Gondi, Fr. Lanzoni y Pio Franchi de' Cavalieri, en Italia. La aportación más valiosa se debe, no obstante, al bolandista H. Delehaye, de cuyos escritos sería posible extraer una summula crítica. A él se debe, en efecto, la más segura clasificación de las acta; ha señalado las diversas componentes del dossier de un mártir, ha reconstruido el iter de la leyenda, subrayando la especial función de la massa y de las tradiciones locales; ha estudiado los documentos hagiográficos paralelos a los textos narrativos, como los martirologios y sinaxarios, y ha fijado el diverso valor de las fuentes literarias, litúrgicas y monumentales, estableciendo específicamente el de los datos cronológicos y topográficos (doctrina de las coordenadas hagiográficas). En resumen, ha perfilado y perfeccionado la disciplina del método.
Se ha dicho, con un cierto aire de reproche, que la crítica hagiográfica se ha interesado hasta el presente, casi exclusivamente en los problemas relativos a la autenticidad y cronología del documento, descuidando el aspecto social y el ambiente en el que se escribió; aspecto que a su vez ayuda a determinar la misma cronología. Se ha insistido, por tanto, en la necesidad de «individuar los conceptos culturales y religiosos expresados en el documento y establecer una referencia al ambiente social de donde el texto proviene y aquel al que se dirige».